# هيرويوكي واكاباياشي
هيرويوكي واكاباياشي (باليابانية: 若林広幸؛ بالكانا: わかばやし ひろゆき) هو مهندس معماري ياباني، ولد في 1949 في كيوتو في اليابان.

## معرض صور

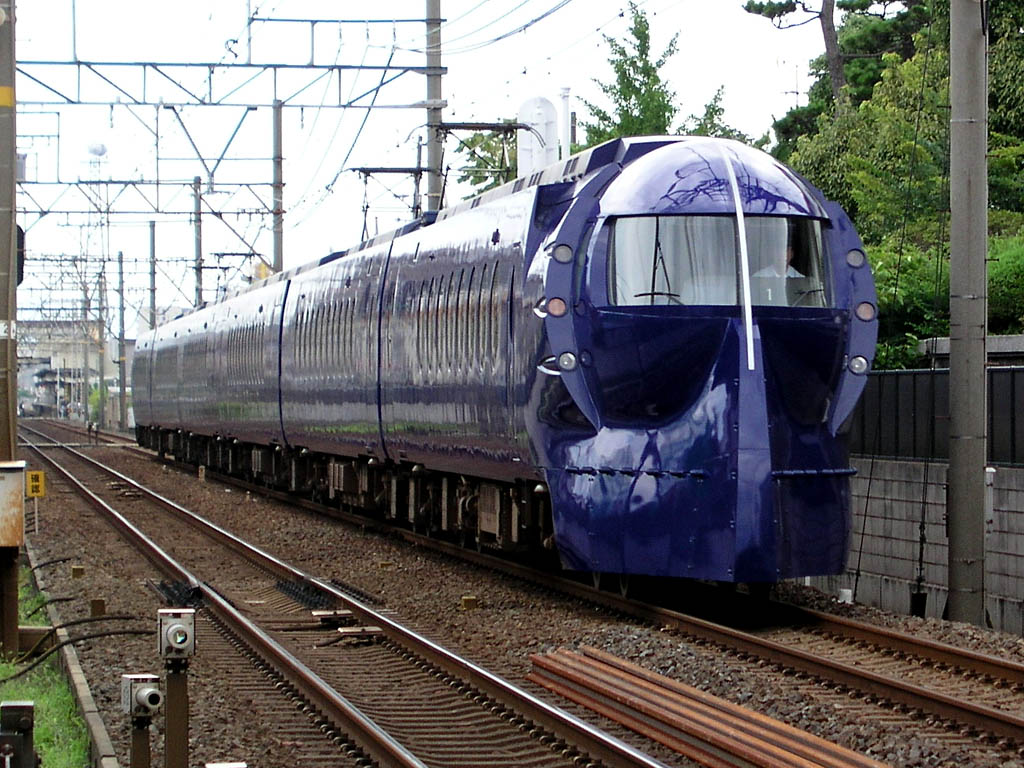
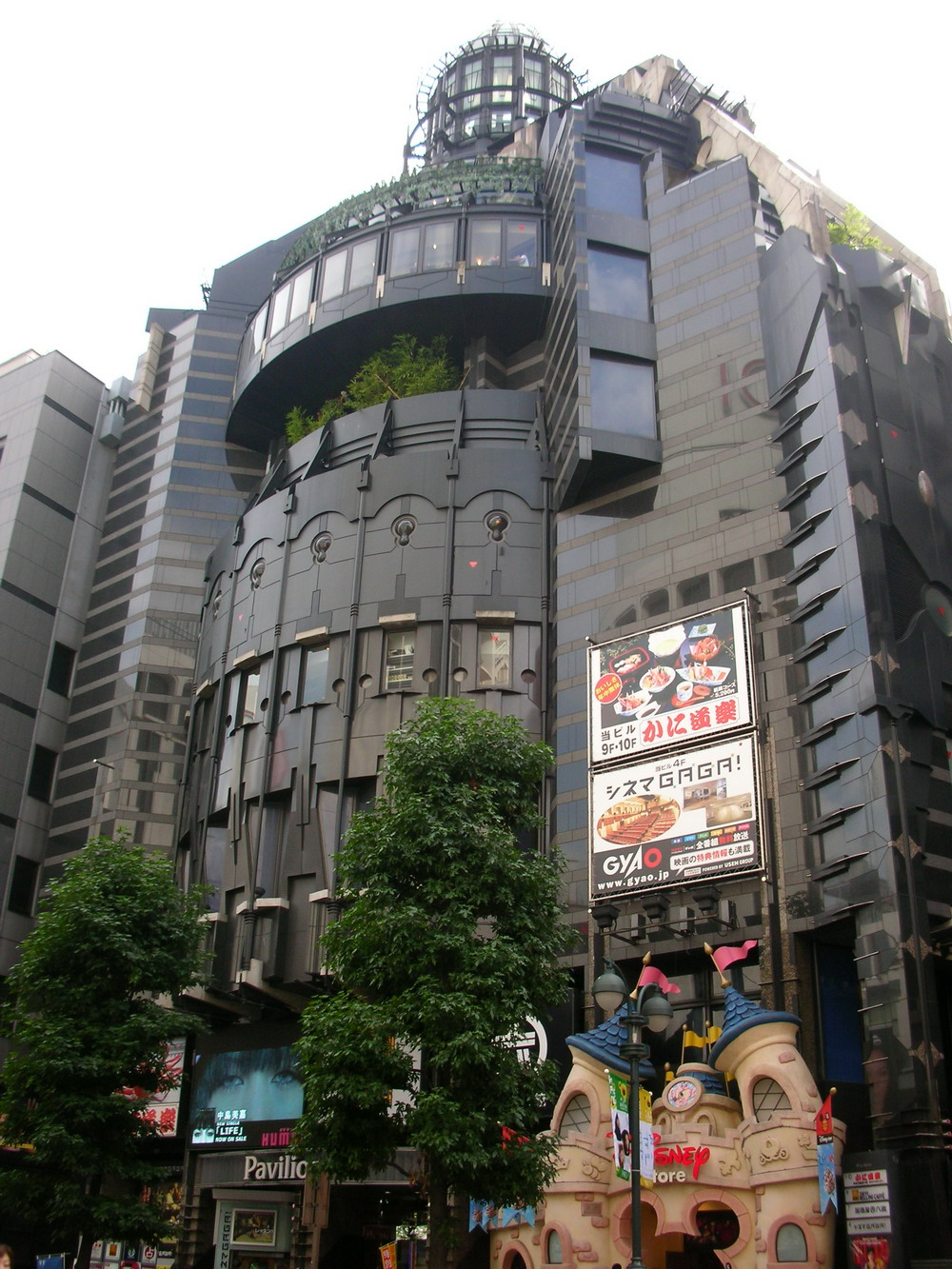
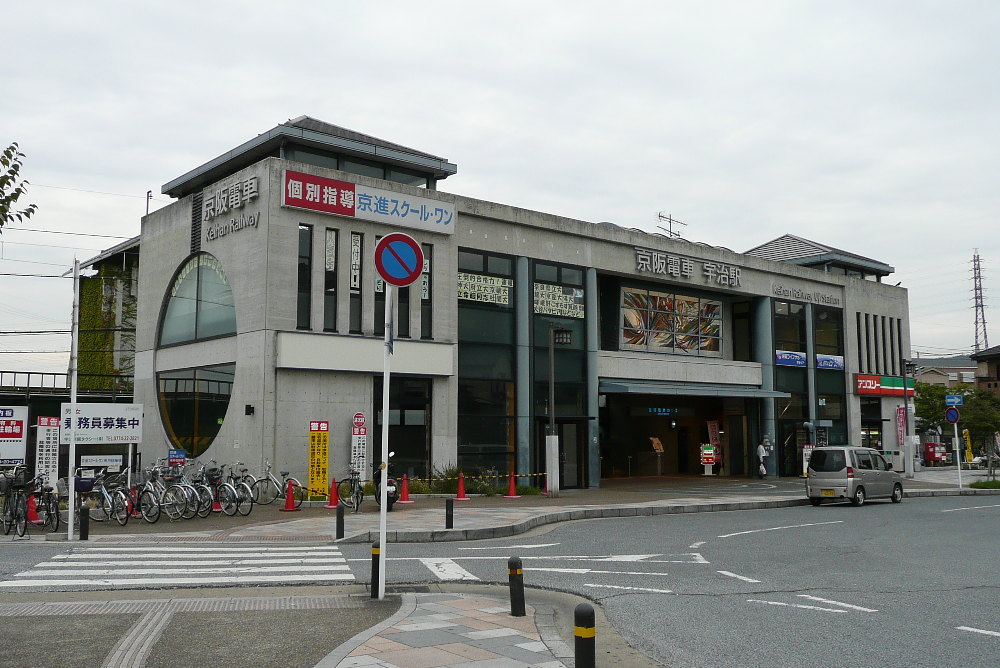